# Malayappan Chinnappa

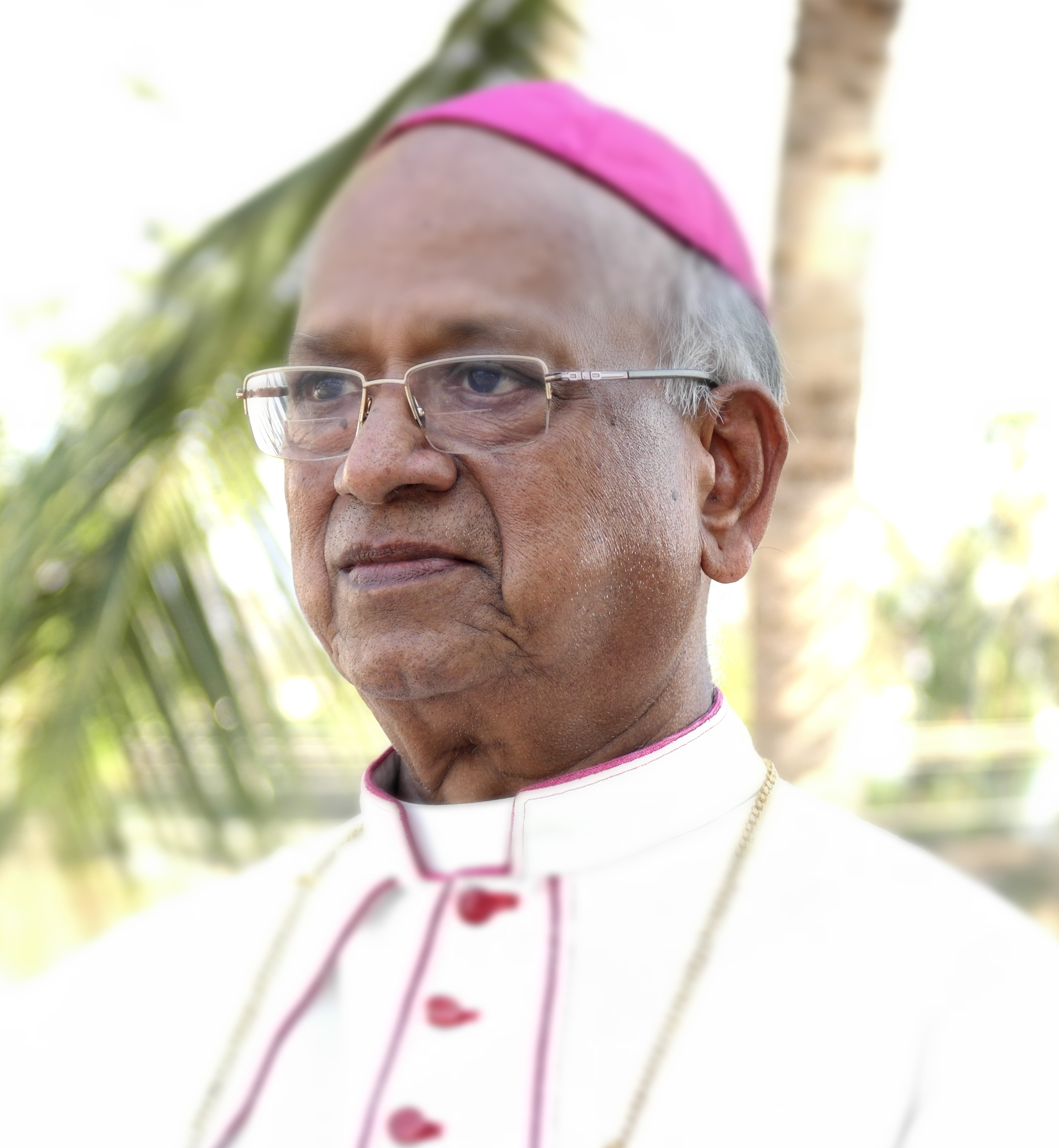
Malayappan Chinnappa

Malayappan Chinnappa SDB (* 23. Juli 1937 in Ayandur-Mugaiyur) ist emeritierter Erzbischof von Madras-Mylapore.

## Leben
Malayappan Chinnappa trat der Ordensgemeinschaft der Salesianer Don Boscos bei und empfing am 16. Dezember 1972 die Priesterweihe.
Papst Johannes Paul II. ernannte ihn am 17. November 1993 zum Bischof von Krishnagar. Die Bischofsweihe spendete ihm der emeritierte Präfekt der Kongregation für die orientalischen Kirchen, Duraisamy Simon Kardinal Lourdusamy, am 25. Januar 1994; Mitkonsekratoren waren Marianus Arokiasamy, Erzbischof von Madurai, und Michael Augustine, Erzbischof von Pondicherry und Cuddalore.
Am 1. April 2005 wurde er zum Erzbischof von Madras-Mylapore ernannt. Am 21. November 2012 nahm Papst Benedikt XVI. seinen altersbedingten Rücktritt an.